# ريتشارد فين (لاعب كرة قدم أمريكية)
ريتشارد فين (بالإنجليزية: Richard Fain)‏ هو لاعب كرة قدم أمريكية أمريكي، ولد في 29 فبراير 1968 في North Fort Myers, Florida ‏ في الولايات المتحدة.

## وصلات خارجية
- ريتشارد فين على موقع مرجع كرة القدم المحترفة.كوم (الإنجليزية)